# Guy Vallat
Guy Vallat ist ein Schweizer Militär.
Vallat hat die Höhere Handelsschule in Porrentruy mit dem Handelsdiplom abgeschlossen. Der militärische Laufweg begann 1991 mit dem Eintritt in die Infanterie. Das eidgenössische Diplom als Berufsoffizier an der ETH Zürich erhielt er 1994 und wurde anschliessend in verschiedenen Funktionen der Schweizer Armee eingesetzt. Ab 1. Mai 2010 wurde er als Stabschef im Lehrverband Infanterie eingesetzt. 2013 schloss er den Master of Advanced Studies in Security Policy and Crisis Management an der ETH Zürich mit Erfolg ab. Per 1. Juli 2015 wurde er zum Kommandanten Lehrverband Logistik ernannt und gleichzeitig zum Brigadier befördert. In Vorbereitung seiner Tätigkeit als Verteidigungsattaché in Paris ab September 2021 wurde ihm der Grad eines Divisionärs verliehen.
Im Zusammenhang mit einer Personensicherheitsprüfung wurde Vallat im Juli 2024 von seiner Funktion entbunden. Das Arbeitsverhältnis endete im Februar 2025.